# Tobias Kagelind
Tobias Kagelind, född 1974, uppvuxen i Kinna, svensk sångare och programledare. Han slog igenom som sångare i svenska pojkbandet Consoul och har lett program som Toppen, Kompis och BumtsiBum på ZTV samt Fame Factory på TV3.
Tobias har också varit med i en grupp som hette Friends In Deed  deras kändaste låt hette Kompis.
Kagelind deltog i Melodifestivalen 2004 tillsammans med Frida Öhrn och Beata Harryson-Nordström som LaRoxx med (Are U) Ready Or Not.